# Hirmoneura brevirostrata
Hirmoneura brevirostrata är en tvåvingeart som beskrevs av Jacques-Marie-Frangile Bigot 1857. Hirmoneura brevirostrata ingår i släktet Hirmoneura och familjen Nemestrinidae. Inga underarter finns listade i Catalogue of Life.